# Азізбекова Пюста Азізага-кизи
Пюста (Пюстаханум) Азізага кизи Азізбекова (азерб. Püstə Əzizağa qızı Əzizbəyova) — азербайджанський історик, доктор історичних наук (1961), професорка (1962), академік Академії наук Азербайджанської РСР (1989), колишній директор Музею історії Азербайджану. Була народним депутатом СРСР від Бакинського — Азізбековського національно-територіального виборчого округу № 199 Азербайджанської РСР.

## Життєпис
Пюста Азізбекова народилася 29 грудня 1929 року в Баку, в родині Азізаги Азізбекова, сина Мешаді Азізбекова. За національністю — азербайджанка. Закінчила Азербайджанський державний університет імені С. М. Кірова (нині в будівлі розміщений Азербайджанський державний економічний університет). У роки німецько-радянської війни часто відвідувала поранених в госпіталі, який розміщався тоді в будівлі університету.
Була членом КПРС.
Також Пюста Азізбекова була членом постійної Комісії Ради Національностей Верховної Ради СРСР з питань розвитку культури, мови, національних та інтернаціональних традицій, охорони історичної спадщини.
З 1955 по 1961 роки була директоркою відділу радянської епохи Музею історії Азербайджану. З 1961— директорка музею. Будучи директором Музею історії Азербайджану, Пюста Азізбекова створила при музеї вперше в Азербайджані групу підводних археологів, якою керував працівник музею В. Квачідзе.
Була однією з дослідників історії комуністичний партії та історії становлення соціалізму в Азербайджані. Була членом Комітету радянських жінок (1968) і Американської асоціації музеїв (1964).
Нагороджена орденом «Знак Пошани».
Померла Пюста Азізбекова 8 січня 1998 року в Баку. Похована на Алеї почесного поховання в Баку.

## Роботи
- Азизбекова П., Мнацаканян А., Траскунов М. Советская Россия и борьба за установление и упрочение власти Советов в Закавказье. — Баку: Азербайджанское гос. изд-во, 1969.
- Азизбекова П. А. Государственная деятельность Мешади Азизбекова (к 100-летию со дня рождения) // Известия Академии наук Азербайджанской ССР.: Серия истории, философии и права. — Баку, 1976.
- Азизбекова П. А. Иван Фиолетов: биографический очерк. — Баку: Азербайджанское гос. изд-во, 1984. — 211 с.